# Mancini (cognome)
Mancini è un cognome italiano.

## Origini e diffusione
Dovrebbe derivare da un soprannome che indica la caratteristica di essere mancino. Si tratta di uno dei cognomi più diffusi in Italia.

## Persone
- Beatrice Mancini, attrice italiana (Roma, n. 1917 - Roma, † 1987)
- Carla Mancini, attrice italiana (Roma, n. 1950)
- Liliana Mancini, attrice italiana (n. 1932)
- Milena Mancini, attrice e ex ballerina italiana (Roma, n. 1977)